# آرون پیر
آرون پیر (انگلیسی: Aaron Pierre؛ زادهٔ ۱۷ فوریهٔ ۱۹۹۳) بازیکن فوتبال اهل بریتانیا است.
از باشگاه‌هایی که در آن بازی کرده‌است می‌توان به باشگاه فوتبال کمبریج یونایتد، باشگاه فوتبال وایکام واندررز، و باشگاه فوتبال برنتفورد اشاره کرد.
وی همچنین در تیم ملی فوتبال گرنادا بازی کرده‌است.